# Hypoglycemia-spiking mortality syndrome u brojlerů
„Hypoglycemia-spiking mortality syndrome“ u brojlerů (HSMS) představuje relativně nové onemocnění u výkrmových kuřat, pro které zatím nebylo vytvořeno české pojmenování. Poprvé bylo pozorováno v USA v roce 1986 a od té doby se rozšířilo do většiny zemí s intenzivním chovem drůbeže. Původce nebyl doposud identifikován, předpokládá se virová nebo multifaktoriální etiologie. Kromě výkrmových kuřat mohou být postiženy i rozmnožovací chovy kura domácího masného i nosného typu.
Syndrom je charakterizován nízkou morbiditou a náhlým výskytem mortality (> 0,5 %) trvajícím nejméně 3 dny. 
Nejčastěji jsou postižena 7-16denní kuřata a to zejména rychle rostoucí kohoutci. Klinické příznaky zahrnují narůžovělý průjem (někdy), shlukování, jemný třes hlavy, slepotu, požírání podestýlky, ataxii, vyčerpání, vytrčené končetiny a kóma. Za důležitý diagnostický znak je u klinicky nemocných zvířat považována hypoglykémie (pod 4 mmol/l). U rekonvalescentů se objevuje křivice, zakrslost a zánět vzdušných vaků. Onemocnění může probíhat krátkou dobu v těžší formě nebo naopak v lehčí formě po delší dobu.
Pitevní nález je nespecifický – zjišťují se hemoragie a nekrózy v játrech, atrofie thymu, dehydratace, uráty v močovodech, mírná enteritida s akumulací tekutiny v dolním úseku střeva a slepých střevech.
Diagnostika je zatím možná pouze podle klinických příznaků a průkazu hypoglykémie.
Terapie není známa a prevence je vzhledem k nedostatku informací pouze nespecifická – minimalizace stresů z prostředí (teplo, chlad, čpavek, ventilace, vlhkost), kvalitní výživa, dostatek vitamínů (zejm. vitamín E) a elektrolytů, úprava světelného režimu.